# 쥘리 마로
쥘리 마로(프랑스어: Julie Maroh, 1985년 ~ )는 프랑스의 만화가이다.

## 저작
- 파란색은 따뜻하다(2013)
- Skandalon (2013)
- Brahms (2015)
- Corps sonores (2017)